# Angelroda
Angelroda is een gemeente in de Duitse deelstaat Thüringen en maakt deel uit van de Ilm-Kreis. De gemeente telde 378 inwoners op 31 december 2017.
Alkersleben · Amt Wachsenburg · Angelroda · Arnstadt · Bösleben-Wüllersleben · Dornheim · Elgersburg · Elleben · Elxleben · Geratal · Großbreitenbach · Ilmenau · Martinroda · Osthausen-Wülfershausen · Plaue · Stadtilm · Witzleben